# (8218) Hosty
(8218) Hosty  es un asteroide del cinturón principal perteneciente al cinturón de asteroides, región del sistema solar que se encuentra entre las órbitas de Marte y Júpiter.
Fue descubierto el 8 de mayo de 1996 por Robert H. McNaught desde el Observatorio de Siding Spring.

## Designación y nombre
Designado provisionalmente como 1996 JH, fue nombrado por John Graham Hosty (1949-2001) quien fue el descubridor visual de la nova HS Sagittae desde Huddersfield, West Yorkshire, en 1977. Este hallazgo, realizado con un sencillo monocular de 10 x 50, animó a otros a unirse a la Patrulla de Novas del Reino Unido para buscar este tipo de objetos.

## Características orbitales
Hosty está situado a una distancia media del Sol de 2,317 ua, pudiendo alejarse hasta 2,686 ua y acercarse hasta 1,948 ua. Su excentricidad es 0,159 y la inclinación orbital 3,276 grados. Emplea 1287,93 días en completar una órbita alrededor del Sol.

## Características físicas
La magnitud absoluta de Hosty es 14,35. Tiene un diámetro de 2,225 km y un albedo de 0,620.